# Stefan (Šarić)
Stefan, imię świeckie Dragan Šarić (ur. 29 lipca 1978 w Jajcach) – serbski biskup prawosławny.

## Życiorys
Jest czwartym dzieckiem Radoslava i Miljojki Šariciów. Od dziesiątego roku życia był lektorem i chórzystą w cerkwi. W 1998 r. ukończył naukę w seminarium duchownym św. Piotra Cetyńskiego w Cetyni. Następnie podjął studia teologiczne na Wydziale Teologii Prawosławnej Uniwersytetu Belgradzkiego. W 1999 r., podczas bombardowania Jugosławii przez siły NATO, odbywał służbę wojskową. Doświadczenie to skłoniło go do wstąpienia do monasteru. Został posłusznikiem w monasterze Ostrog w Czarnogórze, gdzie jego opiekunem duchownym był mnich Łazarz. W 2002 r., po jego śmierci, przeniósł się do monasteru Liplje w Bośni i Hercegowinie. Tam też w 2002 r. złożył wieczyste śluby mnisze.
7 kwietnia 2003 r. został wyświęcony na hierodiakona, po czym wyjechał na studia teologiczne na Moskiewskiej Akademii Duchownej. W 2006 r. uzyskał na niej stopień kandydata nauk teologicznych za pracę poświęconą dorobkowi teologicznemu Justyna (Popovicia). Po powrocie do Serbii, 6 sierpnia 2006 r., przyjął w monasterze Liplje święcenia kapłańskie. W latach 2010–2011 pracował jako wykładowca seminarium duchownego w Foči. W 2011 r. został kapelanem żeńskiego monasteru Rajinovac. 21 września 2014 r. otrzymał godność archimandryty.
7 sierpnia 2017 r. został proboszczem parafii przy budowanym w Belgradzie monumentalnym soborze św. Sawy.
17 czerwca 2018 r. w soborze św. Michała Archanioła w Belgradzie, pod przewodnictwem patriarchy serbskiego Ireneusza, miała miejsce jego chirotonia na biskupa remezijskiego, wikariusza archieparchii belgradzko-karłowickiej.